# Bob Brookmeyer Quartet
Bob Brookmeyer Quartet è un album di Bob Brookmeyer del 1954 e pubblicato dalla casa discografica
Pacific Jazz Records.

## Tracce
1. Body and Soul – 3:18 (Green, Heyman, Sour) – Registrato al Van Gelder Studio di Hackensack (New Jersey) il 7 luglio 1954
2. Isn't It Romantic – 2:35 (R. Rodgers, L. Hart) – Registrato al Van Gelder Studio di Hackensack (New Jersey) il 7 luglio 1954
3. Liberty Belle – 2:46 (Bob Brookmeyer) – Registrato al Van Gelder Studio di Hackensack (New Jersey) il 5 luglio 1954
4. Have You Met Miss Jones – 3:32 (R. Rodgers, L. Hart) – Registrato al Van Gelder Studio di Hackensack (New Jersey) il 5 luglio 1954
5. Red Devil – 3:18 (Red Mitchell) – Registrato al Van Gelder Studio di Hackensack (New Jersey) il 7 luglio 1954
6. Last Chance – 2:47 (Bob Brookmeyer) – Registrato al Van Gelder Studio di Hackensack (New Jersey) il 7 luglio 1954

## Musicisti
- Bob Brookmeyer – trombone a pistoni
- John Williams – pianoforte
- Red Mitchell – contrabbasso (brani 01, 02, 05 & 06)
- Billy Anthony – contrabbasso (brani 03 & 04)
- Frank Isola – batteria